# Без любви ничего не получится
«Без любви ничего не получится» — работа 2019 года художника Артёма Лоскутова. Представляет собой произведение современного искусства в жанре «найденный объект», основным элементом которого является табличка из нержавеющей стали, по словам автора, снятая его друзьями со скамейки в Центральном парке Нью-Йорка. Текст на табличке предположительно является признанием в любви телеведущей Наили Аскер-заде президенту-председателю правления ВТБ Андрею Костину.

## История
Идея создать это произведение пришла Лоскутову после того, как табличка была показана в фильме-расследовании Алексея Навального. По словам художника, он превратил табличку в арт-объект, чтобы сохранить свидетельство «о наглости, дерзости и безнаказанности российских жуликов, грабящих нашу страну и купающихся в роскоши, в то время как остальное население России едва сводит концы с концами».
Работа была продана 14 декабря 2019 года на аукционе в «Фейсбуке» неизвестному покупателю за 1,5 млн рублей. Деньги Лоскутов перевёл в благотворительный фонд «Русфонд». По словам Лоскутова, то, что деньги пожертвованы именно этому фонду, является символическим жестом, поскольку «траты главы ВТБ на возлюбленную, по подсчетам ФБК, превысили общую сумму, которую благотворительному фонду удалось собрать за всё время работы», несмотря на то, что Наиля Аскер-заде как телеведущая регулярно призывает телезрителей переводить в него деньги. Сообщалось, что в торгах принимали участие журналист Алексей Венедиктов и блогер Илья Варламов, однако имя покупателя осталось неизвестным.
Получатель денег, «Русфонд», сообщил о том, что вырученная от продажи работы сумма была израсходована на лечение и обследование трёх российских детей с тяжёлыми врождёнными заболеваниями.

## Рецепция
Обозреватель информационного агентства Bloomberg Леонид Бершидский оценил работу Лоскутова как превосходящую по смелости и смысловой нагруженности другое известное недавнее произведение в технике ready-made — арт-объект «Комедиант» Маурицио Кателлана, поставив её в один ряд с наиболее важными примерами российского художественного акционизма — работами арт-группы «Война» и Петра Павленского:
Это искусство как кража в стиле Робин Гуда, искусство как бульварная журналистика, искусство как политический протест, искусство как социальный комментарий, искусство как коммерция и искусство как благотворительность — всё в одном лице. Это не случай искусства, имитирующего жизнь, или наоборот, это смелое вторжение искусства в жизнь, происходящую при одном из самых удручающих авторитарных режимов в мире.
Художник Арсений Жиляев в своём Телеграм-канале «Чернозём и Звёзды», напротив, пишет о работе Лоскутова как о торопливой и небрежной, характерном образце активистского искусства. Тем не менее, по мнению Жиляева, представляет интерес выбранное Лоскутовым название — цитата из известной песни группы «Аркадий Коц» на слова Александра Бренера.

## Признание
В 2020 году работа «Без любви ничего не получится» получила государственную премию в области современного искусства «Инновация» в номинации «Проект года». Жюри премии, в которое вошли известные арт-кураторы Инке Арнс (Германия), Мария Линд (Швеция), Жан-Юбер Мартен (Франция), Агния Миргородская (Латвия) и Ольга Шишко (Россия), приняло решение наградить всех финалистов премии, не делая между ними различий. По словам Лоскутова, эта награда стала для него важным подтверждением того, что данная работа обладает не только активистской и медийной, но и художественной ценностью. По мнению обозревателя газеты «Коммерсантъ», получение работой Лоскутова премии «Инновация», вручённой к тому же в Волго-Вятском филиале Государственного музея изобразительных искусств имени А. С. Пушкина, одним из главных спонсоров которого является ВТБ, стало главным событием «Инновации».